# Gray Matter Interactive
Gray Matter Interactive Studios Inc., früher unter dem Namen Xatrix Entertainment aktiv, war ein im Jahr 1994 gegründeter US-amerikanischer Entwickler von Computerspielen, der 2002 von Activision aufgekauft und dessen Mitarbeiter 2005 teilweise in die ebenfalls von Activision erworbene Firma Treyarch eingegliedert wurden.

## Veröffentlichte Spiele
- als Xatrix Entertainment:
  - 1994 – Cyberia
  - 1995 – Cyberia 2: Resurrection
  - 1997 – Redneck Rampage
  - 1998 – Redneck Rampage rides again!
  - 1998 – Redneck Deer Hunting
  - 1998 – Quake II: The Reckoning (Add-on)
  - 1999 – Kingpin: Life of Crime
- als Gray Matter Interactive:
  - 2000 – Tony Hawk’s Pro Skater 2
  - 2001 – Return to Castle Wolfenstein
  - 2004 – Call of Duty: United Offensive (Add-on)
  - 2005 – Call of Duty 2: Big Red One (in Zusammenarbeit mit Treyarch)